# Johann Christoph Pezel
Johann Christoph Pezel (även Petzold ), född 1639, död 13 oktober 1694, var en tysk violinist, trumpetist och kompositör.  
Han bodde i Leipzig 1661 till 1681, med ett avbrott 1672, då han gick med i ett Augustinerkloster i Prag, som han dock lämnade kort därefter för att bli protestant. Under senare delen av sitt liv tillbringade han i Bautzen, där han (som i Leipzig) var anställd av staden som Stadtpfeifer och Stadtmusicus .  
Han var känd som violinist och clarino trumpetist och publicerade mellan 1669 och 1686 ett stort antal samlingar, främst instrumentalmusik, såsom Musica vespertina lipsica (1669), Musicalische Seelenerquickungen (1675), Deliciae musicales, oder Lustmusik (1678), Musica curiosa lipsiaca (1686) och så vidare. Även viss heliga vokalmusik och teoretiska verk. Han var inflytelserik i utvecklingen av instrumentella former och stilar för orkesterster skrivning.  
Pezel dog i Bautzen 55 år gammal. Hans namn anges ibland i den latiniserade formen Pecelius . 